# Яременко, Пётр Никифорович
Пётр Ники́форович Яре́менко (1857 — ?) — член I Государственной думы от Подольской губернии, крестьянин.

## Биография
Православный, крестьянин села Каролины Брацлавского уезда.
Начальное образование получил дома. Отбывал воинскую повинность солдатом. Занимался земледелием, состоял сельским старостой.
В 1906 году был избран членом I Государственной думы от Подольской губернии. Входил в группу беспартийных. Подписал заявление об образовании местных земельных комитетов.
Дальнейшая судьба неизвестна.